# Claude Cheysson
Claude Cheysson (Paris, 13 de abril de 1920 — 15 de outubro de 2012) foi um político francês socialista que foi Ministro dos Negócios Estrangeiros no governo de Pierre Mauroy de 1981 a 1984.